# 森川美和
森川美和（日语：／ Morikawa Miwa，1999年7月22日—），日本女子摔跤运动员。她曾代表日本参加世界摔跤锦标赛，获得一枚金牌和一枚银牌。她也曾在亚洲摔跤锦标赛上获得一枚金牌。